# Leuchtfeuer Seemannshöft
Das Leuchtfeuer Seemannshöft mit der internationalen Nummer B 1578 ist ein Einfahrtsfeuer im Hamburger Hafen an der Mündung des Köhlfleetes in die Elbe.

## Lage
Das Leuchtfeuer steht an der Ostseite der Köhlfleetmündung am Ende des Seemannshöftes unmittelbar neben dem Lotsenhaus Seemannshöft. Das Köhlfleet ist ein schiffbarer Nebenarm (→ Fleet) der Elbe. Das Seemannshöft ist die Spitze einer schmalen Landzunge im Nordwesten des Hamburger Stadtteils Waltershof zwischen dem Köhlfleet und dem Elbe-Hauptstrom.

## Aufbau
Der Feuerträger ist eine rote Gitterbake mit Plattform, Geländer und Außenleiter. Die Bake steht auf einem viereckigen Betonfundament fünf Meter über dem Niveau des Erdbodens. Auf der Plattform  befindet sich in einer Höhe von neun Metern über dem mittleren Hochwasser (MHW) eine offene „Optik“, neben der Plattform eine Nebelglocke. Das Leuchtfeuer Seemannshöft ist als einziges Leuchtfeuer im Hamburger Hafen mit einem Nebelschallsignal ausgestattet.

## Kennung
Das Leuchtfeuer hat die Kennung Fl (2) R. 5,5 s, Bell (1) 9 s. Das rote Blitzfeuer mit einer Gruppe von zwei Blitzen hat eine Wiederkehr von 5,5 Sekunden und eine Nenntragweite von 3 Seemeilen. Die Blitze haben eine Länge von 0,7 Sekunden mit einer Unterbrechung von 1,3 Sekunden und einer Pause von 2,8 Sekunden. Bei schlechter Sicht ertönt alle 9 Sekunden ein Glockenschlag.

## Belege
Die Informationen dieses Artikels entstammen
- Bundesamt für Seeschifffahrt und Hydrographie (Hrsg.): Leuchtfeuerverzeichnis Teil 3, Östliche Nordsee. Hamburg und Rostock 2009, ISBN 3-89871-132-3, S. 71, Nr. 11770
- Birgit Toussaint, Frank Toussaint, Matthias Hünsch: Deutsche Leuchtfeuer. Alle Leuchttürme unserer Küsten. 1. Auflage, Edition Maritim GmbH Hamburg 2005, ISBN 978-3-89871-922-3, S. 95, 97